# ᜆ
En el sistema de escritura de baybayin, la letra ᜆ es un carácter silábico que se corresponde con el sonido ta. 

## Uso
Si un punto se añade a la parte superior (ᜆᜒ), el sonido se convierte en un sonido té o ti, por su parte, si un punto se añade a la parte inferior (ᜆᜓ), el sonido se convierte en un sonido to o tú. El sonido se convierte en una consonante t si un virama se agrega a la parte inferior (ᜆ᜔). 

## Unicode
Esta letra tiene el código de Unicode U+1706, situado en el bloque tagalo.
| Carácter      | ᜆ                 | ᜆ                 |
| ------------- | ----------------- | ----------------- |
| Unicode       | TAGALOG LETTER TA | TAGALOG LETTER TA |
| Codificación  | decimal           | hex               |
| Unicode       | 5894              | U+1706            |
| UTF-8         | 225 156 134       | E1 9C 86          |
| Ref. numérica | &#5894;           | &#x1706;          |